# Adonis aleppica
Adonis aleppica är en ranunkelväxtart som beskrevs av Pierre Edmond Boissier. Adonis aleppica ingår i släktet adonisar, och familjen ranunkelväxter. Inga underarter finns listade i Catalogue of Life.

## Bildgalleri

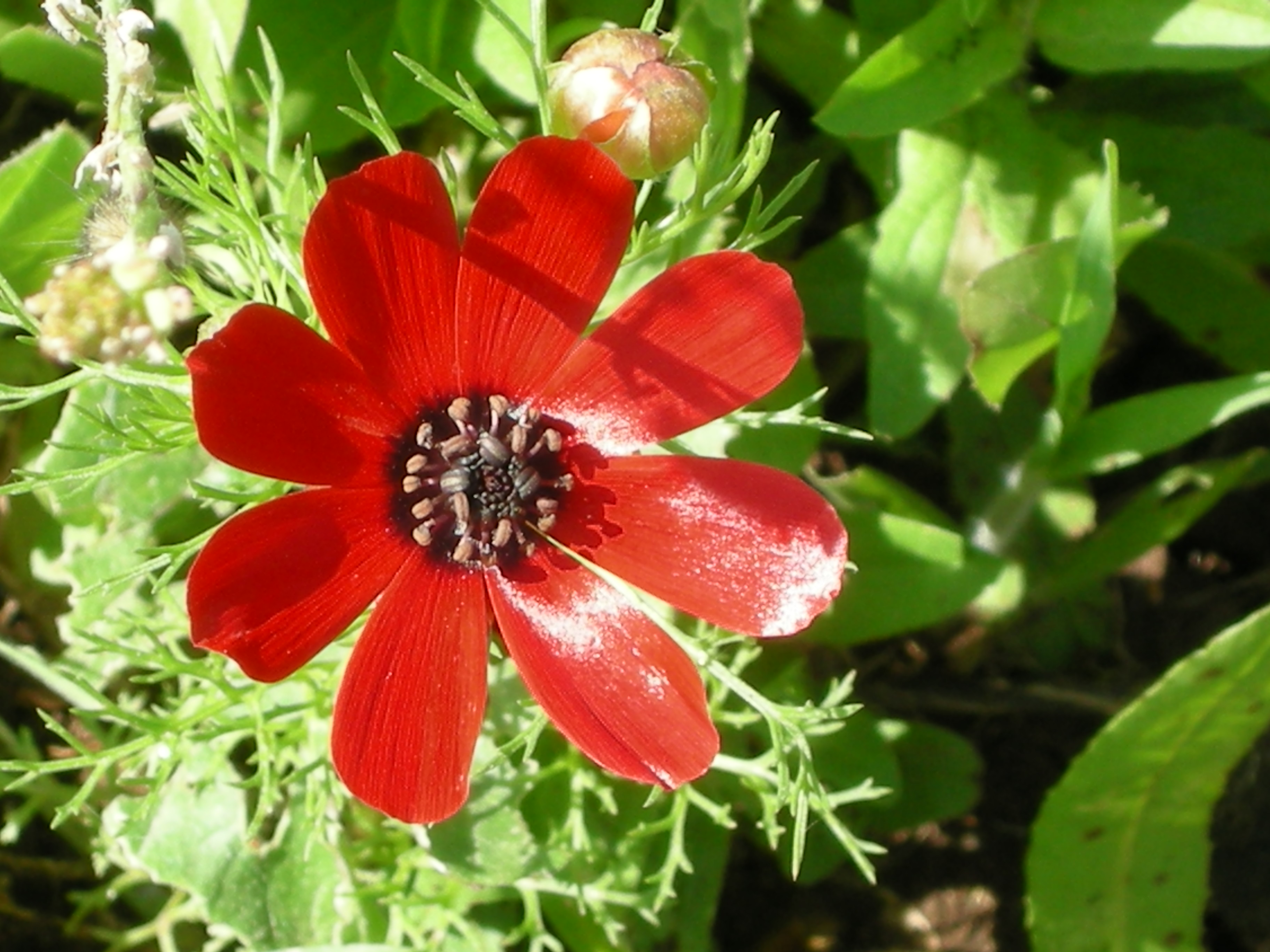